# Hofdag
 Ikke at forveksle med hovdag.
En hofdag var en politisk sammenkomst af feudal karakter hvor kongen og hans fyrster mødtes for at diskutere politik. De kan betragtes som en slags forløbere for de senere stændermøder.
| Festival | Spire Denne artikel om festivaler og mærkedage er en spire som bør udbygges. Du er velkommen til at hjælpe Wikipedia ved at udvide den. |